# Ceratocorema mesatma
Ceratocorema mesatma is een vlinder uit de familie wespvlinders (Sesiidae), onderfamilie Tinthiinae.
Ceratocorema mesatma is voor het eerst wetenschappelijk beschreven door Meyrick in 1926. De soort komt voor in het Oriëntaals gebied.